# أدب مصري قديم

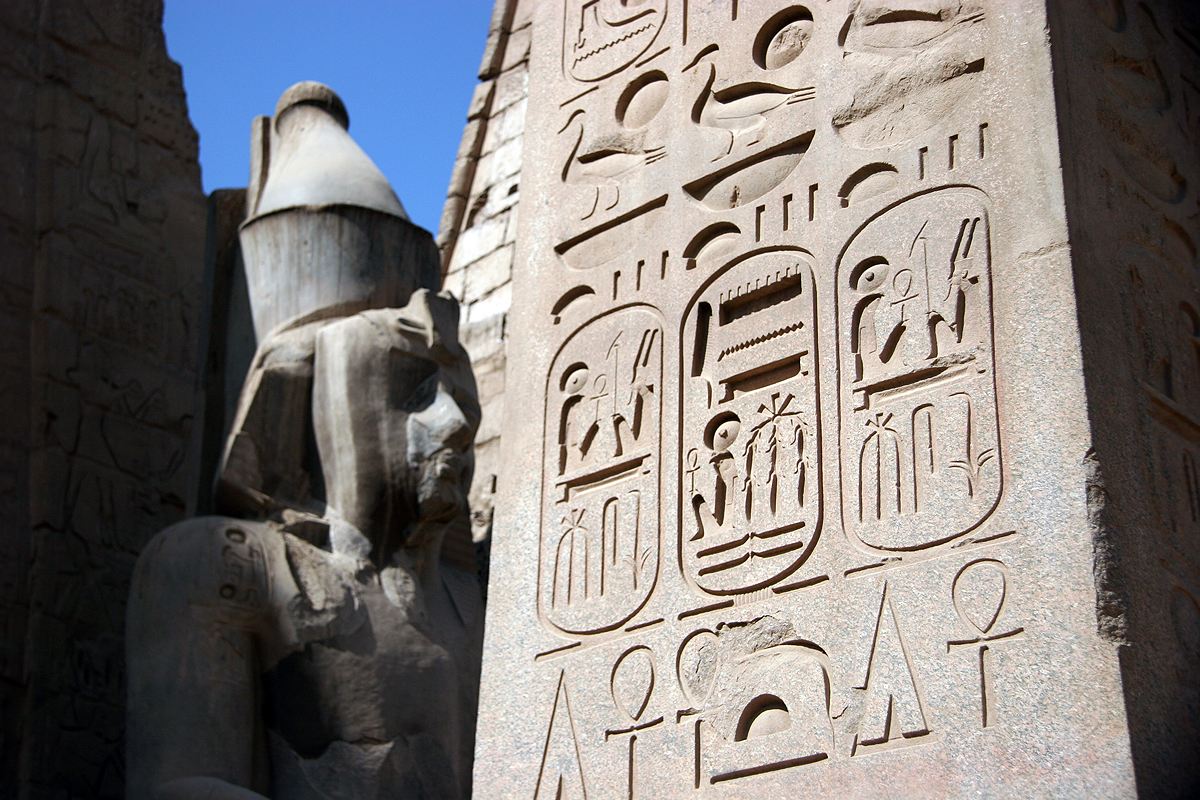
كتابة هيروغليفية لاسم الفرعون رمسيس الثاني على جدران معبد الأقصر، ترجع إلى عهد الدولة الحديثة.

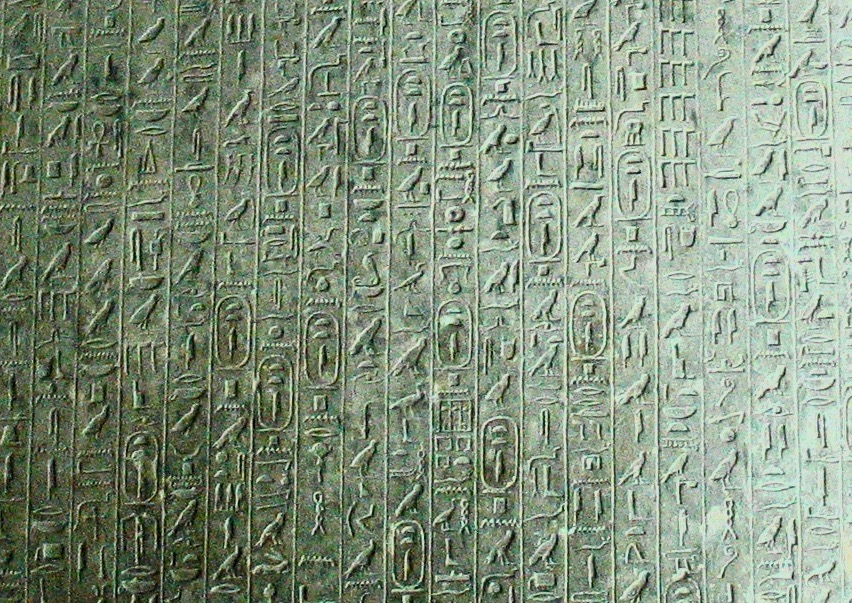
نقوش هيروغليفية من هرم تيتي في سقارة.

الأدب المصري القديم هو الأدب الذي كتب باللغات المصرية في مصر القديمة منذ عصر الفراعنة حتى سقوط مصر في قبضة الإمبراطورية الرومانية، وهو يمثل مع الأدب السومري أقدم الآداب المعروفة.
ظهرت الكتابة في مصر القديمة سواءً الهيروغليفية أو الهيراطيقية لأول مرة تاريخياً في نهاية الألف الرابعة قبل الميلاد في مرحلة مُتأخرة من عصر ما قبل الأسرات. وفي عصر الدولة القديمة، شملت الأعمال الأدبية النُصوص الجنائزية والرسائل والتراتيل الدينية والقّصائد والسير الذاتية التي خلّد بها الشخصيات البارزة أعمالهم. وحتى عصر الدولة الوسطى، لم يكن الأدب السردي المصري قد ظهر. بحسب وصف عالم المصريات ريتشارد باركنسون، كانت هناك «ثورة فكرية»، نتيجة ظِهور نتاج أدبي لطبقة الكتبة، وهم النُخبة العاملة في الحكومة والديوان الملكي للفرعون الحاكم. ومع ذلك، هناك اختلاف في الآراء بين العلماء المُعاصرين حول اقتصار الأدب المصري القديم على إنتاج النُخبة الاجتماعية والسياسية في البلاط الملكي.
أصبحت اللغة المُستخدمة في عصر الدولة الوسطى لغة مهجورة خلال عصر الدولة الحديثة، عندما انتشرت الكتابة باللغة العامية، إلا أنها ظلت تستخدم لتدوين التعاليم الدينية القديمة، وظلت تُستخدم حتى عصر مصر البطلمية. شملت تلك الكتابات الحكايات الشعبية مثل قصة سنوحي والفلاح الفصيح، بالإضافة إلى العديد من النُصوص الهامة مثل وصايا أمنمحات. وبحلول عصر الدولة الحديثة، زينت الكتابات التذكارية التي تُخلد أعمال الشخصيات الهامة جُدران المعابد المُقدسة والقُبور، والتي ازدهرت كحالة فريدة من الأدب.
دوّن الأدب المصري القديم على طائفة واسعة من المواد، شملت مخطوطات البردي وألواح الحجر الجيري والفاينس والألواح الخشبية والصروح الحجرية الضخمة والتوابيت. لم يصل إلى أيدينا من تلك النُصوص إلا النذر اليسير، يرجع ذلك إلى البيئة الرطبة التي يسببها الفيضان السنوي للنيل، والتي لا تصلح لحفظ النُقوش والبرديات، بينما حفظت البيئة الصحراوية الجافة القطع المدفونة فيها.

## المخطوطات واللغات

### الهيروغليفية والهيراطيقية والديموطيقية

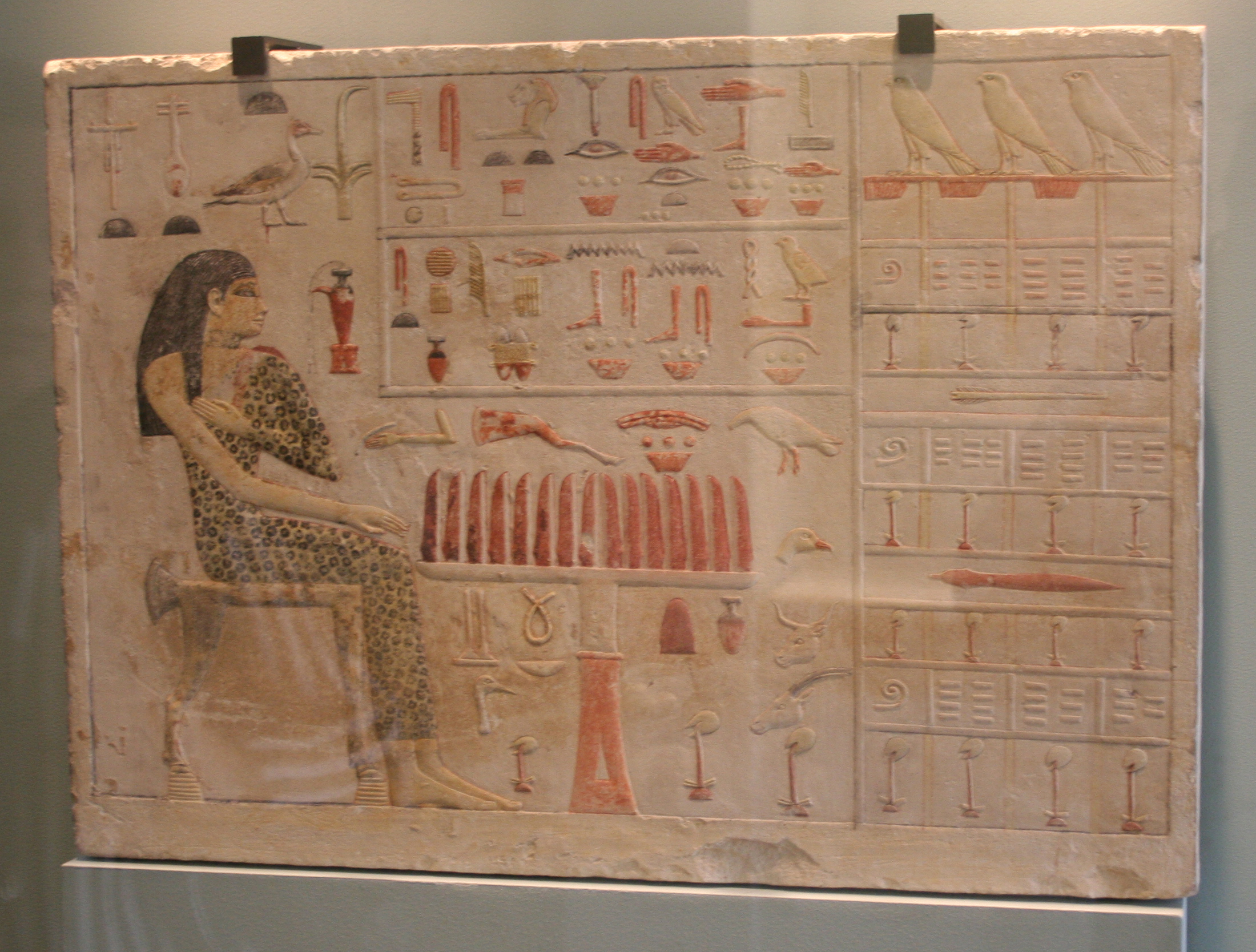
جدارية من عصر الدولة القديمة في مقبرة الأميرة نفرتيابيت (2590-2565 ق.م) في الجيزة، بها كتابات هيروغليفية منحوتة ورسومات ملونة على الحجر الجيري.

اعتمد المصري القديم على اللغة الهيروغليفية ووليدتها الهيراطيقية كلغة كتابة منذ عصر الأسر المصرية المبكرة في أواخر الألفية الرابعة قبل الميلاد. استخدمت الكتابة الهيروغليفية المصرية مجموعة من الصور الفنية الصغيرة لأشياء من الطبيعة. تمثل كل صورة منطوقًا صوتيًا معينًا، وعند دمج بعضها، ينتج كلمة ما. فعلى سبيل المثال في لوحة نارمر التي ترجع إلى حوالي عام 3200 ق.م خلال المرحلة الأخيرة من عصر ما قبل الأسرات، عند الجمع بين صورة القرموط والإزميل ينتج اسم الملك نارمر.
كان المصريون يعتبرون لغتهم الهيروغليفية «كلام الله»، لذا قصروا استخدامها على الاستخدامات الدينية والنصوص الجنائزية. منذ عصر الأسرة الثانية عشرة، اعتقد المصريون أن أي تشويه أو حذف لبعض الأحرف الهيروغليفية من النصوص الجنائزية المنقوشة في قبر المتوفي، إما أن يكون ذا عواقب محمودة أو سيئة على المتوفى، الذي تعتمد روحه على تلك النصوص لكي تهتدي إلى جسده في الحياة الآخرة.

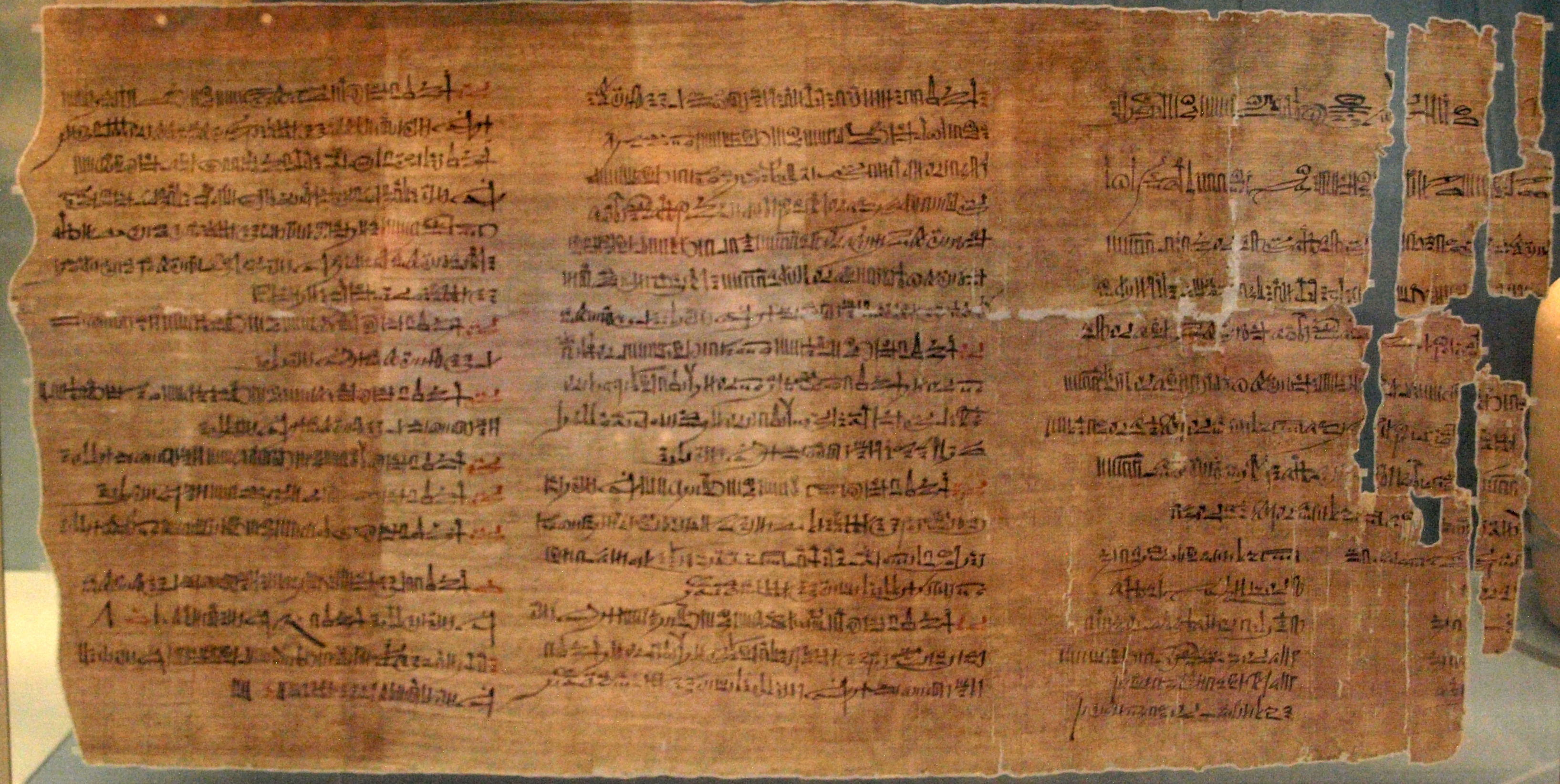
مخطوطة مكتوبة بالهيراطيقية ترجع لعام 1110 ق.م، محفوظة في المتحف البريطاني.

تعد الهيراطيقية شكلاً مبسطًا للكتابة الهيروغليفية المصرية القديمة، وتمامًا كالهيروغليفية، استخدمت الهيراطيقية في كتابة النصوص الدينية. وبحلول الألفية الأولى قبل الميلاد، أصبحت الهيراطيقية اللغة التي يغلب استخدامها في كتابة النصوص الجنائزية وعلى جدران المعابد. ونظرًا لحاجة الكتابة الهيروغليفية للدقة والعناية عند كتابتها، على النقيض من الكتابة الهيراطيقية الأسهل والأسرع عند كتابتها، لذا استخدمت الهيراطيقية لحفظ السجلات. استخدمت الهيراطيقية لتكون بمثابة نصوص مختصرة للكتابات الغير رسمية والرسائل الخاصة والمستندات القانونية والقصائد وسجلات الضرائب والنصوص الطبية والأمور الحسابية والوسائل التعليمية. كما كان للهيراطيقية نمطين مختلفين للكتابة، أحدها كان مخصصًا للسجلات الحكومية والمخطوطات الأدبية، والآخر للخطابات بين العامة.

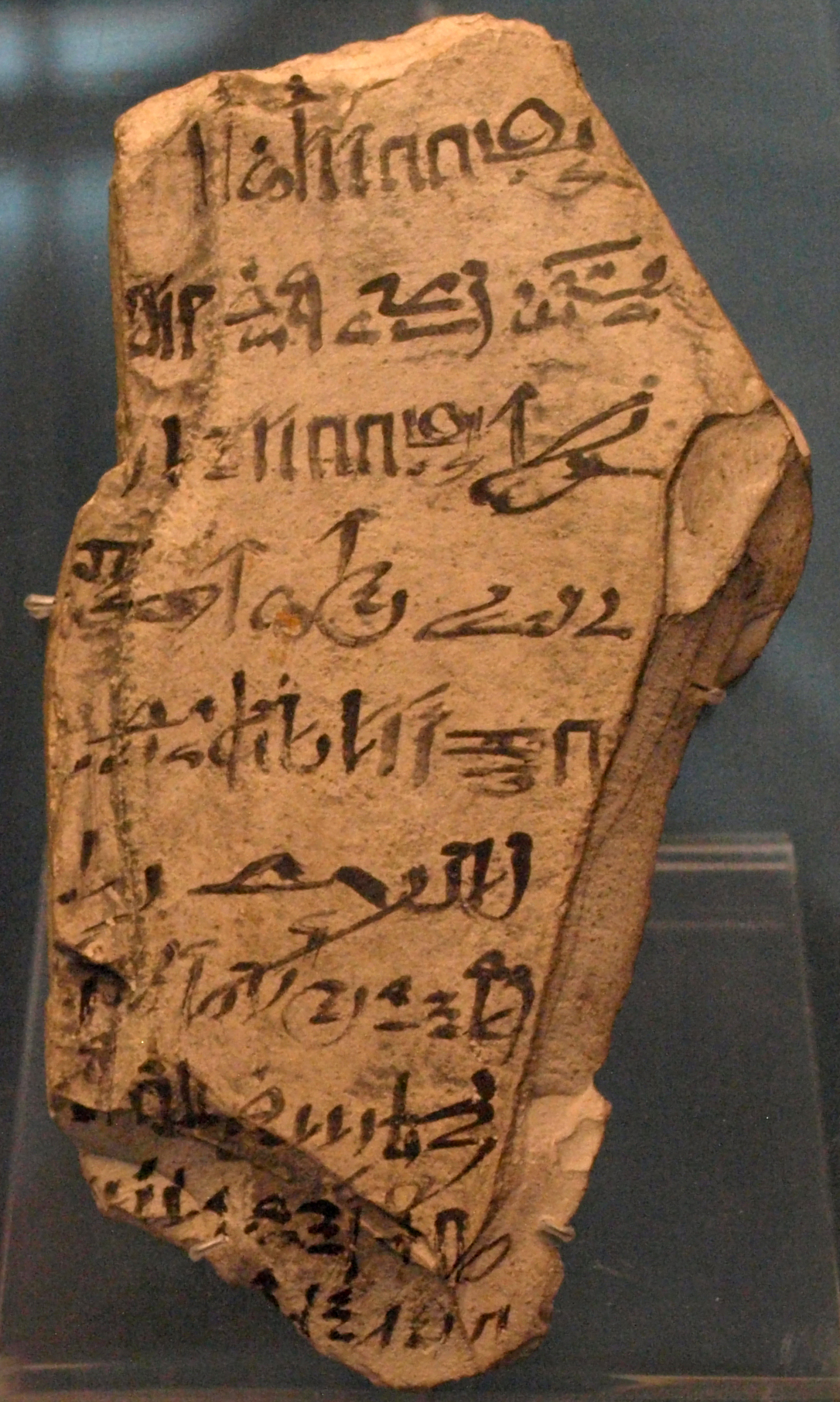
قطعة بها نقوش هيراطيقية، تعود لعصر الأسرة المصرية الحادية والعشرون.

وفي منتصف الألف الأولى قبل الميلاد، في الوقت الذي كانت الهيروغليفية والهيراطيقية لا تزال تستخدم للكتابات الملكية والنقوش التذكارية والنصوص الدينية والجنائزية، ظهرت أبجدية جديدة أكثر سهولة في الاستخدام وهي الديموطيقية. ثم ظهرت الأبجدية القبطية كآخر تطور للأبجديات المصرية القديمة، والتي كانت بمثابة نسخة منقحة من الأبجدية اليونانية، وفي القرن الرابع الميلادي، أصبحت القبطية هي اللغة المستخدمة بعدما أصبحت المسيحية الدين الرسمي في جميع أنحاء الإمبراطورية الرومانية؛ وهُجرت الهيروغليفية على اعتبار أنها أحد صور التقاليد الوثنية، وبالتالي فهي غير صالحة لكتابة الكتاب المقدس.

### الأدوات والخامات المستخدمة في الكتابة
استخدمت العديد من المواد لتدوين الأدب المصري القديم، فبالإضافة إلى الإزميل اللازم لعمل النقوش الحجرية، كانت أقلام القصب الأداة الرئيسية للكتابة في مصر القديمة، كما استخدمت أصباغ سوداء من الكربون وحمراء من المغرة كأحبار للكتابة على لفائف من ورق البردي والفاينس والفخار والحجر الجيري. يعتقد أن لفائف البردي كانت غالية نسبيًا، نظرًا لأن محتواها كان يمكن إزالته، إعادة استخدامها. تتميز لفائف البردي بأنها يمكن تقسيمها إلى قطع صغيرة لاستخدامها في كتابة الرسائل القصيرة، وهو ما أدي إلى ندرة موسمية للفائف البردي في فترات العام التي لا يصلح فيها استخدام نبات القصب، وهو ما يفسر استخدام رقائق الحجر الجيري لكتابة الرسائل القصيرة، كما استخدم الخشب والعاج والجص.
عندما أصبحت مصر ولاية رومانية، استعيض عن قلم القصب المصري بقلم روماني أقصر وأكثر سمكًا ذي رأس مدبب، كما استبدلت الأحبار المصرية بالأحبار اليونانية المصنوعة من الرصاص. كان للاعتماد على أدوات الكتابة اليونانية والرومانية تأثير على الخط المصري، فأصبحت أكثر دقةً ووضوحًا.

### حفظ المواد المكتوبة

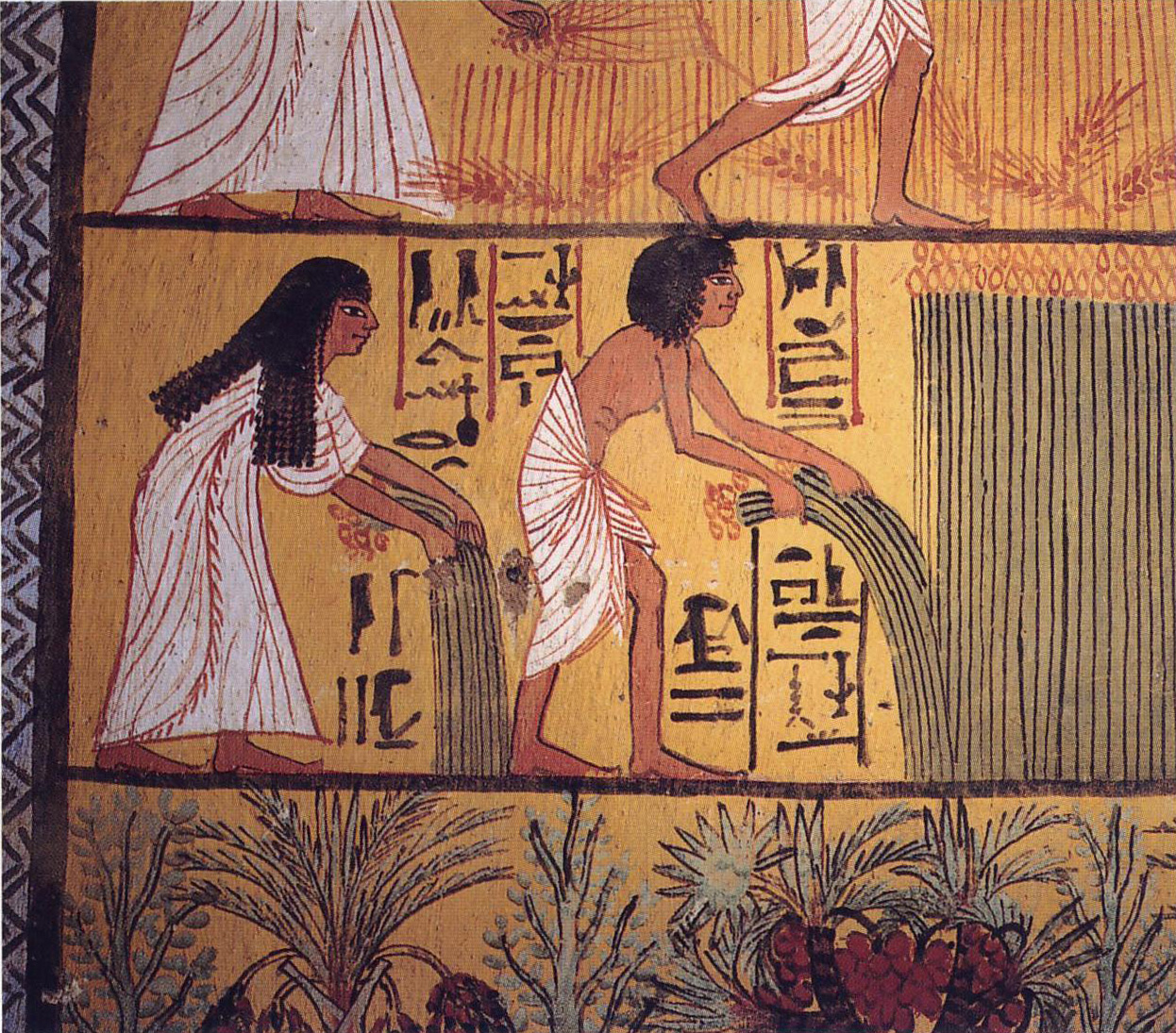
نقش لاثنين من الفلاحين المصريين يرتدون الكتان، ويجمعون نباتات البردي من الحقل، في دير المدينة (ترجع لعصر الأسرة المصرية التاسعة عشر).

وفّرت المقابر المصرية المبنية تحت الأرض في الصحراء، أفضل البيئات لحفظ وثائق البردي، فمثلاً، هناك العديد من كتب الموتى المحفوظة جيدًا في تلك المقابر لترشد الروح إلى جسد المتوفي في الحياة الآخرة، كما جرت العادة خلال نهاية عصر الدولة الوسطى والنصف الأول من عصر الدولة الحديثة على حفظ البرديات غير الدينية في غرف الدفن، لذا، فأن أغلب البرديات الأدبية الباقية تعود لتلك الفترة.
تعرضت الكثير من الكتابات على الأحجار أيضًا للفقد، لأنها كانت كثيرًا ما يعاد استخدامها كمواد بناء، كما أن المواد السيراميكية تتطلب بيئة جافة لضمان الحفاظ على الأحبار على أسطحها. يؤكد «جون و. تيت» أن «المواد المصرية المكتوبة التي ما زالت باقية متفاوتة للغاية، بحسب الزمان والمكان.». فعلى سبيل المثال، هناك المواد المكتوبة في كل العصور القديمة في منطقة دلتا النيل، في حين هي موجودة بوفرة غرب مدينة طيبة. كما لاحظ تيت أنه على الرغم من وجود عدة نسخ من بعض البرديات، إلا أن البعض الآخر لم يبق منه سوى نسخة واحدة، مثل قصة الملاح التائه تنسب إلى عصر الدولة الوسطى، على الرغم من اكتشاف تدوين القصة نفسها على بعض القطع الفخارية من عصر الدولة الحديثة. العديد من الأعمال الأدبية الأخرى لم يبق منها سوى بعض الأجزاء من نسختها الأصلية المفقودة.

### تطور اللغات المصرية القديمة

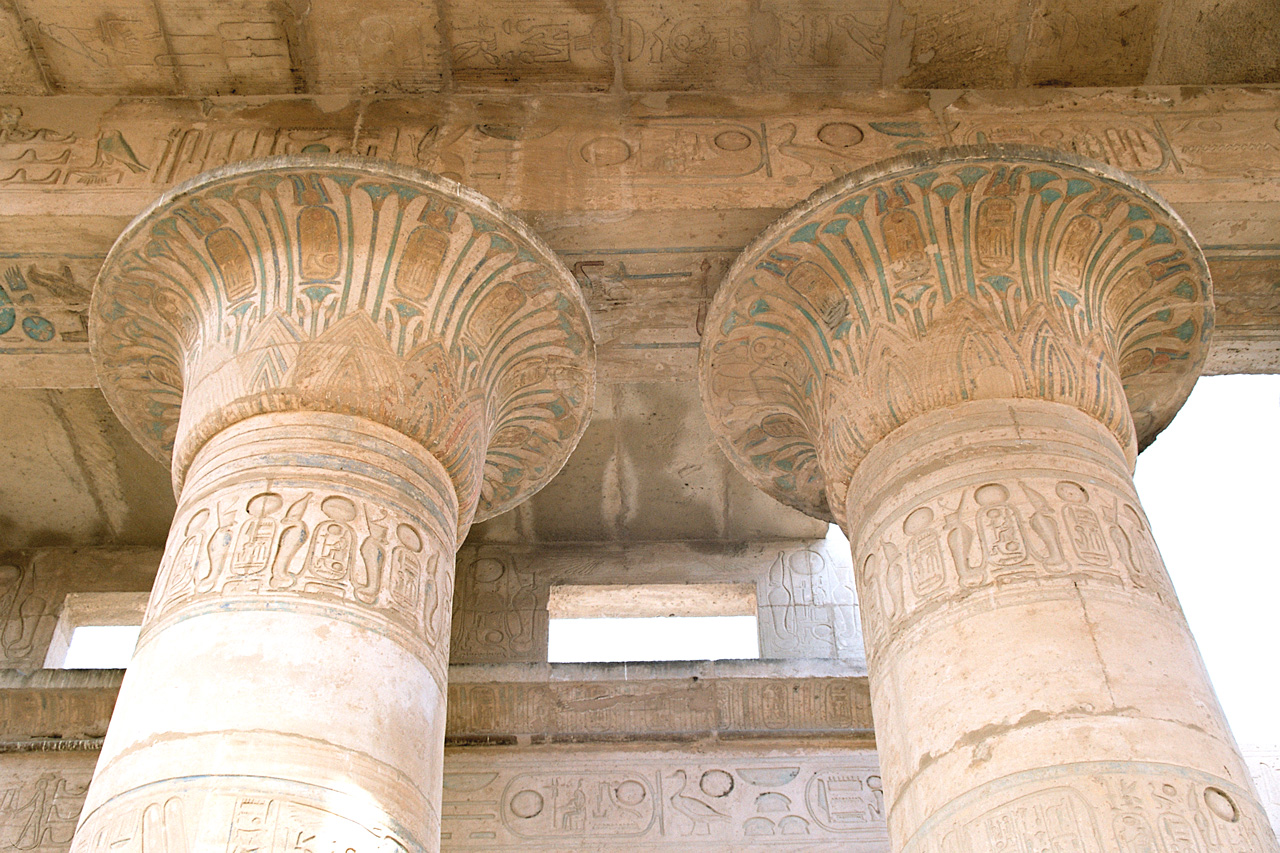
اثنان من الأعمدة الحجرية منقوش عليها كتابة هيروغليفية في معبد الرامسيوم بنيت في عهد الملك رمسيس الثاني.

على الرغم من ظهور الكتابة في أواخر الألفية الرابعة قبل الميلاد، إلا أنها كانت تستخدم فقط لتدوين الأسماء والألقاب؛ وظلت كذلك حتى حوالي عام 2600 ق.م، في بداية عصر الدولة القديمة. من خلال هذا التطور، بدأت أولى مراحل تطور اللغات المصرية وهي اللغة المصرية القديمة. ظلت اللغة المصرية القديمة هي اللغة المنطوقة حتى حوالي عام 2100 ق.م، حيث تطورت إلى اللغة المصرية الوسطى مع بداية عصر الدولة الوسطى. بالرغم من الارتباط الوثيق بين اللغة المصرية الوسطى باللغة القديمة، إلا أن اللغة المصرية الحديثة كان مختلفة بشكل كبير من حيث القواعد اللغوية. يعتقد أن اللغة الحديثة ظهرت كلغة بين العوام في عام 1600 ق.م تقريبًا، لكنها لم تستخدم كلغة كتابة إلا عام 1300 ق.م خلال حقبة العمارنة في الدولة الحديثة. بحلول القرن السابع قبل الميلاد، تطورت اللغة المصرية الحديثة إلى الديموطيقية، وظلت كلغة منطوقة حتى القرن الخامس الميلادي. تدريجيًا، بدأت اللغة القبطية تحل محل الديموطيقية مع بداية القرن الأول الميلادي.
استخدمت الهيراطيقية جنبًا إلى جنب مع الهيروغليفية كلغة كتابة في عصري الدولة القديمة والوسطى، لتصبح بعد ذلك هي لغة الكتابة السائدة في عصر الدولة الحديثة. في عصر الدولة الحديثة والفترة المتبقية من تاريخ مصر القديمة، أصبحت اللغة المصرية الوسطى هي اللغة الهيروغليفية الكلاسيكية التي كانت عادة ما تكون مخصصة للقراءة والكتابة، كما ظلت اللغة الوسطى اللغة المنطوقة المقدسة عند ذكر الحكايات التاريخية والتراتيل الدينية والطقوس الجنائزية. ومع ذلك، فقد أعيد كتابة الأدب المكتوب باللغة المصرية الوسطى بالهيراطيقية خلال الفترات اللاحقة.

## الإنتاج الأدبي الاجتماعي والديني والتعليمي

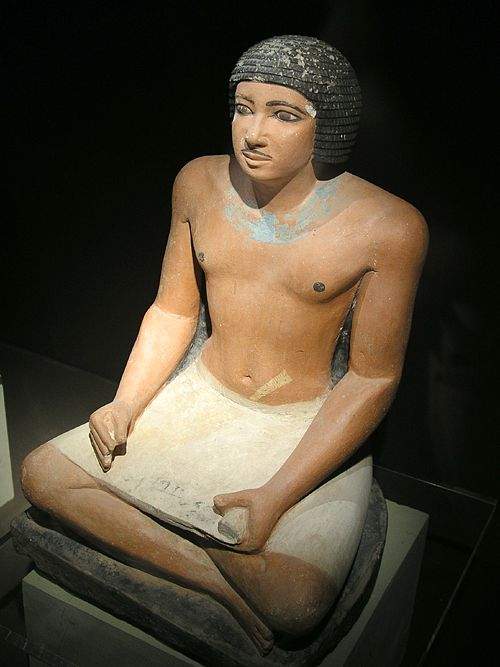
تمثال حجري ملون لكاتب مصري يجلس القرفصاء وهو يقرأ بردية، يعود لعصر الأسرة المصرية الخامسة.

طوال التاريخ المصري القديم، كانت القراءة والكتابة من المتطلبات الرئيسية لشغل الوظائف العامة، حيث كانت هناك طبقة اجتماعية متعلمة متميزة من الكتبة، تقوم بمساعدة المسؤولين الحكوميين. كما يتضح من «بردية أنستاسي الأولى» التي ترجع لحقبة الرعامسة، فقد كان من وظائف الكتبة المساعدة في «.. تنظيم حفر الترع وبناء الأبنية، وحساب عدد الرجال اللازمين لنقل المسلات والتجهيز للحملات العسكرية»، وبالإضافة لوظائفهم الحكومية، كان الكتبة يصيغون الرسائل والوثائق التجارية والقانونية لأفراد الشعب الأميين. ويعتقد أن نسبة المتعلمين لم تتجاوز 1% فقط من السكان؛ والبقية من المزارعين والرعاة والحرفيين والعمال الأميين، وكذلك التجار الذين كانوا يحتاجون لخدمات الكتبة. كانت المكانة المتميزة للكتبة هي الموضوع الرئيسي في تعاليم دوا-خيتي، وهو نص تعليمي شعبي يعود لحقبة الرعامسة، والتي سخر فيها من الصنائع والمهن المتواضعة مثل صانعي الفخار والصيادين والخدم والجنود، وأشاد بمهنة الكاتب.
تولت طبقة الكتبة مسؤولية حفظ ونقل الأدب الكلاسيكي وتأليف أعمال جديدة. كان طلبة المدارس يقومون بنسخ الأعمال الكلاسيكية مثل قصة سنوحى ووصايا أمنمحات، كتمارين تربوية على الكتابة ولغرس القيم الأخلاقية والمعنوية اللازمة والمميزة لطبقة الكتبة الاجتماعية. مثّل أدب الحكمة غالبية النصوص التربوية خلال عصر الدولة الوسطى؛ أما الحكايات السردية مثل قصة سنوحى والملك نفر كا رع والقائد ساسينيت، فنادرًا ما نسخت كتمارين مدرسية حتى عصر الدولة الحديثة. ويصف عالم المصريات «وليام كيلي سمبسون» الحكايات السردية مثل سنوحى والملاح التائه بأنها «تعليمات أو نصائح في صورة قصة»، فقد ضمت تلك القصص العديد من الفضائل المحمودة عند المصريين في تلك الفترة، مثل حب الوطن أو الاعتماد على النفس. ولم تقتصر الكتابات على طبقة الكتبة، بل عثر على كتابات دونها أشخاص لم يمتهنوا مهنة الكتابة مثل الرسام «مينينا» العامل في دير المدينة خلال عصر الأسرة المصرية العشرين، والذي استخدم مقاطع من قصتي الفلاح الفصيح والملاح التائه في رسالة تأنيب أرسلها لابنه العاق.

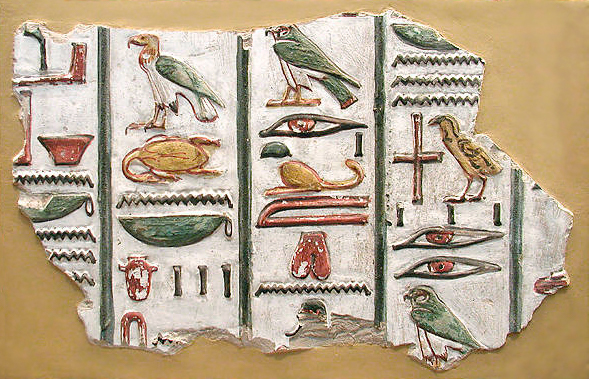
قطعة حجرية بها كتابة هيروغليفية زاهية الألوان، مكتوبة في أعمدة رأسية موجودة في معبد الكرنك، تنسب لعصر الملك سيتي الأول.

ليس هناك الكثير من الأدلة حول ممارسة قدماء المصريون لفن الإلقاء، لكنها أدلة قوية. فعلى سبيل المثال، اللوحة الجنائزية للملك سنوسرت الأول تذكر صراحة الأشخاص الذين سيجتمعون للاستماع للكاتب الذي سيتلو عليهم النصوص الجنائزية. كما كان لانتشار فن الغناء بين المصريين، أثره في تدوينهم لأشكاله المختلفة ما بين أغاني المديح وأغاني الحب والترانيم الجنائزية.
استخدم الأدب أيضًا في الأغراض الدينية، بداية من نصوص الأهرام من عصر الدولة القديمة، وحتى النصوص الجنائزية التي تكتب على جدران المقابر ونصوص التوابيت وكتاب الموتى الذي كان يوضع داخل المقابر، لتسترشد به الروح للوصول للجسد في الحياة الآخرة، مما استوجب كتابة تعاويذ سحرية لحفظ المقبرة. كما يمكن تفسير العثور على نسخ من نصوص أدبية غير جنائزية في المقابر غير الملكية، إلى أنها وضعت للترفيه عن الموتى من خلال قراءة القصص في حياتهم الآخرة.
على الرغم من أن الإنتاج الأدبي كان أغلبه من كتابات الذكور، إلا أنه كانت هناك بعض الأعمال النسائية، حيث تشير عدة مصادر إلى العثور على بعض الرسائل الخاصة المرسلة والمستلمة من قبل نساء. ومع ذلك، يؤكد عالم المصريات «إدوارد وينت» أنه رغم وجود دلائل واضحة تشير إلى أن تلك الرسائل رسائل نسوية، إلا أن ذلك لا يلغي احتمالية كون النساء قد استأجرن من يكتب لهن.

## تحديد تاريخ النصوص

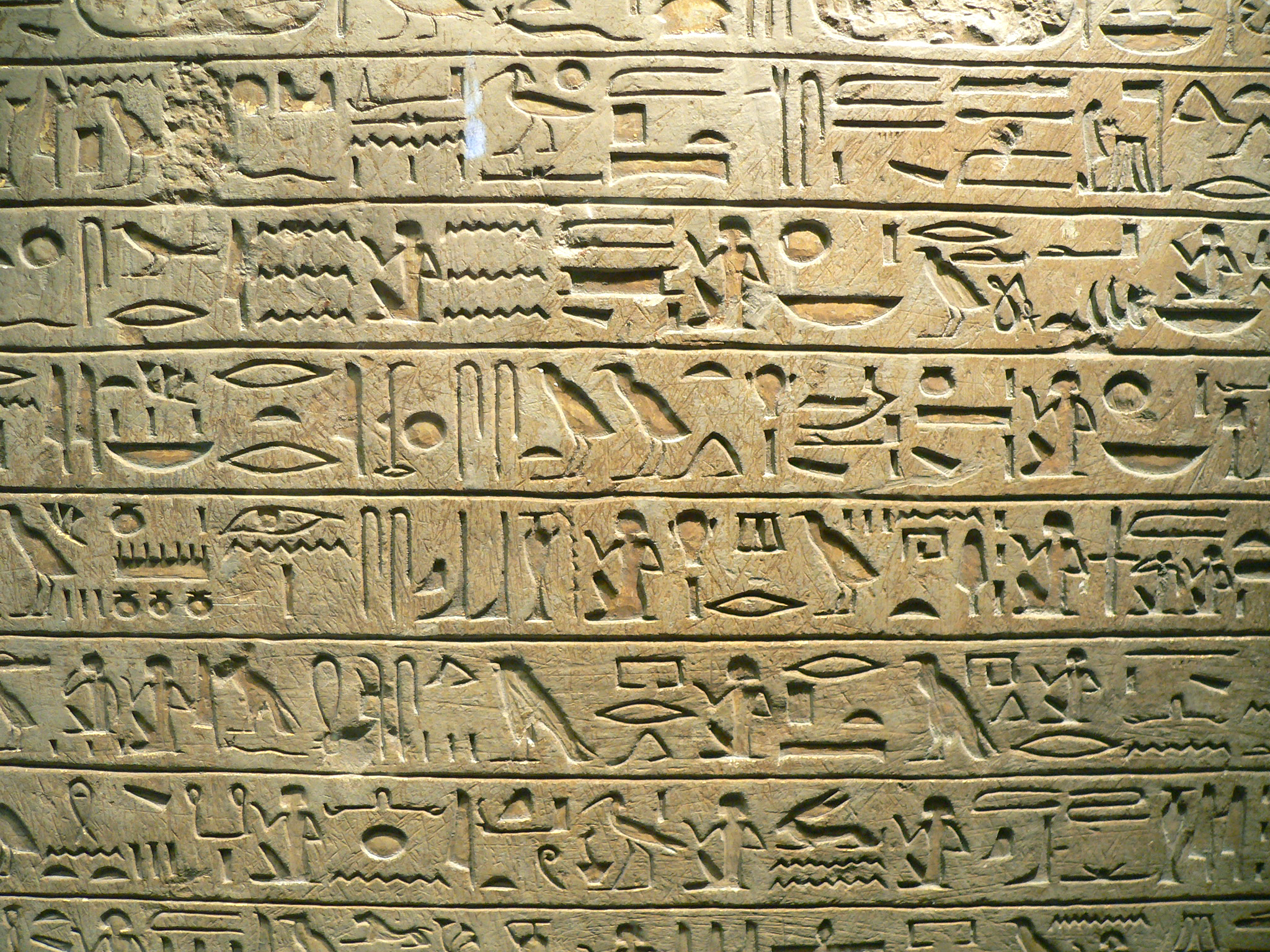
لوحة ميناخت كبير الكتبة التي تؤرخ لعصر الفرعون آي.

يعتقد عالمي المصريات ريتشارد باركنسون ولودفيغ مورينز أن الأدب المصري القديم لم يكتب حتى عصر الأسرة المصرية الثانية عشرة، أي مع بداية عصر الدولة الوسطى.
لم تستخدم الكتابة في عصر الدولة القديمة إلا في كتابة الطقوس الدينية والمعاملات التجارية، كما لم تستخدم الكتابة لتدوين النصوص الترفيهية والثقافية، إلا في عهد الدولة الوسطى. كما اعتقد باركنسون ومورينز أن النصوص المكتوبة في عصر الدولة الوسطى، ما هي إلا تدوين لنصوص شفهية من عصر الدولة القديمة.
يعد تحديد تواريخ كتابة النصوص باستخدام علم دراسة الخطوط أمرًا صعبًا، بسبب اختلاف أنماط الكتابة الهيراطيقية، كما أن دراسة نظم الكتابة والرمز المستخدمة، هو أيضا أمر صعب، نظرًا لاستخدام بعض الكتبة رموزًا من بعض الأنماط القديمة، لذا يمكن القول بأن نمط الكتابة يقدم القليل من المساعدة عند تحديد تاريخ أحد النصوص. على سبيل المثال، فقد سجّل كتبة الدولة الوسطى نصوص من أدب الحكمة من العصر الذهبي للدولة القديمة مثل تعاليم كاي جمني، كما سجّلوا قصصًا أخرى تنسب لعصر الفوضى، والتي تصور صعوبة الحياة خلال عصر الاضمحلال الأول مثل قصة الفلاح الفصيح.

## أنواع الأدب المصري القديم وموضوعاته
يصنّف علماء المصريات المعاصرين الأدب المصري القديم إلى أنواع عدة، منها على سبيل المثال الرثاء والخطابة والحكايات والوصايا والتعاليم. وتعد فقط الحكايات السردية هي المكتوبة على هيئة كتابات نثرية، ورغم ذلك فالكثير من تلك الحكايات السردية إضافة إلى الأنواع الأدبية الأخرى، كانت مكتوبة في هيئة أبيات شعرية. معظم الشعر المصري القديم كان مكتوبًا في هيئة أبيات من مقطعين، وأحيانًا من ثلاث أو أربعة مقاطع.

### الوصايا والتعاليم

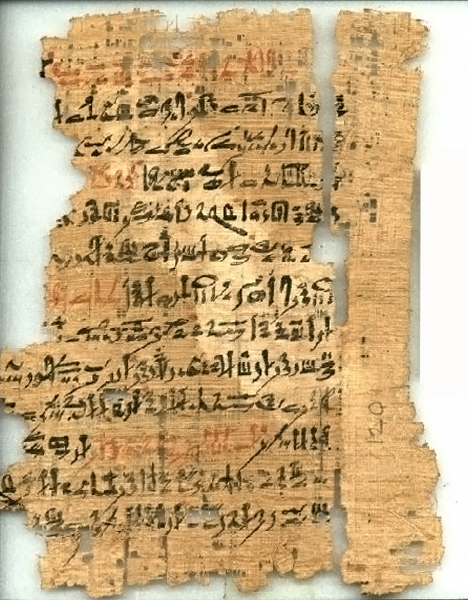
قطعة من بردية ممزقة عليها كتابات هيراطيقية بالحبرين الأسود والأحمر، تعود لعصر الدولة الحديثة.

يمكن تصنيف أدب الوصايا والتعاليم، كأحد أشكال أدب الحكمة الذي نشأ في الشرق الأدنى القديم، ويعتقد أنه كان يمثل جزءً من المنهج التعليمي المستخدم في عصر الدولة الوسطى. اعتمدت نصوص التعاليم على الحكايات السردية التي يمكن قراءتها أيضًا بغرض الترفيه. ويؤكد باركنسون أن هناك أدلة على أن في البداية، لم يكن الهدف من كتابة نصوص التعاليم، هو استخدامها للأغراض التعليمية، ولكن كانت أهدافها أيديولوجية. فمثالاً، يستشهد عالم المصريات أدولف إيرمان بوصايا أمنمحات الأول لأبنائه، والتي ليس بها أي فلسفة مدرسية، أكثر من كونها توصية لأولاده بأن يحافظوا على إخلاصهم للملك. وفي الوقت الذي دعت فيه أعمال الأدب السردي مثل الفلاح الفصيح إلى تحدي المجتمع وأيديولوجياته، إلا أن نصوص التعاليم أكدت على ضرورة الامتثال لعقائد المجتمع وتقاليده.
كانت الكلمات الأساسية التي ساعدت على تحديد نصوص التعاليم «معرفة» (ره) و«تعليم» (سبا.يت). كانت هذه النصوص غالبًا ما تكون في صورة نصائح أو توجيه معنوي من شخصية مسؤولة مثل فرعون أو وزير إلى ابنه أو أبنائه. من أمثلة ذلك أمثال بتاح حتب ووصايا أمنمحات وتعاليم الولاء وتعاليم كاي جمني وتعاليم أمينيموبي. نصوص التعاليم الباقية من عصر الدولة الوسطى مكتوبة على مخطوطات من البردي، ولم يبق أي من تلك النصوص التي تم تدوينها على حجارة، أما أقدم نصوص التعاليم المدونة على الخشب، فكانت نسخة من أمثال بتاح حتب، تعود إلى عصر الأسرة الثامنة عشرة. كانت أمثال بتاح حتب وكاي جمني مدونة على بردية بريسي، التي كتبت خلال عصر الأسرة الثانية عشرة. أما تعاليم الولاء فقد وصلت إلينا كاملة عن طريق مخطوطات من عصر الدولة الحديثة، على الرغم من العثور على النصف الأول منها مدونًا على لوحة حجرية من عصر الأسرة الثانية عشرة. وبالرغم من أن وصايا أمنمحات هي من أعمال الدولة الوسطى، إلا أنها وصلت إلينا عن طريق نسخ من عصر الدولة الحديثة. أما تعاليم أمينيموبي فهي من أعمال الدولة الحديثة.

### الحكايات والقصص الروائية
تعد الحكايات والقصص الروائية أقل ألوان الأدب، التي لا زالت باقية من عصر الدولة الوسطى واللغة المصرية الوسطى، بينما غلب هذا اللون من الأدب على ألوان الأدب الباقية من حقبة الرعامسة وحتى نهاية الدولة الحديثة. شملت القصص التي تعود لعصر الدولة الوسطى قصة مجلس الملك خوفو والملك نفر كا رع والقائد ساسينيت والفلاح الفصيح وقصة سنوحى وحكاية الملاح التائه. أما قصص عصر الدولة الحديثة فشملت قصة سقوط يافا وحكاية الأمير الملعون وقصة الأخوين وقصة وينامون. كتبت القصص التي ترجع للألفية الأولى قبل الميلاد بالديموطيقية مثل قصة لوحة المجاعة (التي تروي قصة تعود لعصر الدولة القديمة، رغم أنها كتبت خلال عصر البطالمة) وقصص خعمواس (عصر الأسرة التاسعة عشرة) وإيناروس (عصر مصر الفارسية) اللذان تحوّلا إلى أبطال أسطوريين في عصر مصر البطلمية والرومانية.
كان الخيال المصري القديم خصبًا، يظهر ذلك جليًا في العديد من الحكايات الخرافية. فمثلاً، في قصة الملاح التائه تخيل المؤلف وصول الملاح إلى جزيرة صحراوية حيث قابل ثعبانًا يتكلم. أما قصص مثل سنوحى وسقوط يافا والأمير الملعون فهي تعطي صورة خيالية لحالة المصريين المغتربين، بينما تحكي قصة تقرير وينامون قصة واقعية لمصري سافر إلى جبيل في فينيقيا لجلب خشب الأرز لبناء السفن في عهد رمسيس الحادي عشر.
معظم الحكايات والقصص وجدت مدونةً على مخطوطات من البردي، وقليلاً ما تواجدت منها أجزاء من النصوص أو نصوص كاملة منقوشة على أحجار. فمثلاً، وجدت قصة سنوحى على خمس برديات تعود للأسرتين الثانية عشرة والثالث عشر، والتي أعيد نسخها مرات عدة على حجارة خلال عصر الأسرتين التاسعة عشرة والعشرين، أحدها يحتوي على النص كاملاً على كلا الجانبين.

### المراثي والخطب والحوارات

صورة ملونة لطائر برأس إنسان ترمز إلى الروح "با" عند قدماء المصريين، وهي إحدى شخصيات الرئيسية في قصة حوار بين رجل وروحه.

نوع آخر من الأدب نشأ في عصر الدولة الوسطى، وهو أدب المراثي والخطب والحوار، والتي شملت أعمال مثل معاتبة إيبوير ونبوءة نفرتي وحوار بين رجل وروحه. لم يسبق أن عثر على أي نصوص من هذا اللون من الأدب من عصر الدولة القديمة، كما لم يتم تأليف أي نصوص جديدة من هذا النوع في عصر الدولة الحديثة، ومع ذلك، فقد نسخت أعمال مثل نبوءة نفرتي كثيرًا خلال حقبة الرعامسة في عصر الدولة الحديثة. غير أن هذا النوع من الأدب، مرحلة من التجديد في عصر مصر البطلمية والرومانية. يمكن تصنيف أدب الخطابات جنبًا إلى جنب مع أدب التعاليم، كأحد أشكال أدب الحكمة في الشرق الأدنى القديم.
كانت نصوص الدولة الوسطى ذات موضوعات تحمل نظرة تشاؤمية تجاه التغييرات الاجتماعية والدينية، مثل قصة حوار بين رجل وروحه والتي تروي قصة حوار دار بين رجل وروحه حول ما إذا كان عليه الاستمرار في العيش في حالة من اليأس أو السعي نحو الموت للهروب من حياته البائسة. وعلى الرغم من أنه يمكن وصف تلك القصص بالمآسي، إلا أن نبوءة نفرتي التي كتبت في عصر أمنمحات الأول، تشذ عن تلك القاعدة، والتي توفر حل إيجابي لمشاكل العالم. يصف عالم المصريات سيمبسون تلك النبوءة، بأنها بمثابة «... نشرة سياسية سافرة، تهدف إلى دعم نظام الحكم الجديد للأسرة الثانية عشرة التي أسسها أمنمحات بعد أن اغتصب العرش من منتوحتب الرابع آخر ملوك الأسرة الحادية عشر». تدور تلك القصة حول نبوءة الكاهن والحكيم نفرتي للملك سنفرو أن البلاد سوف تدخل في عصر من الفوضى مشيرًا إلى فترة الاضمحلال الأولى، والتي ستنتهي على يد الملك الصالح أميني، إشارة إلى أمنمحات الأول.

### القصائد والأغاني والتراتيل ونصوص الآخرة

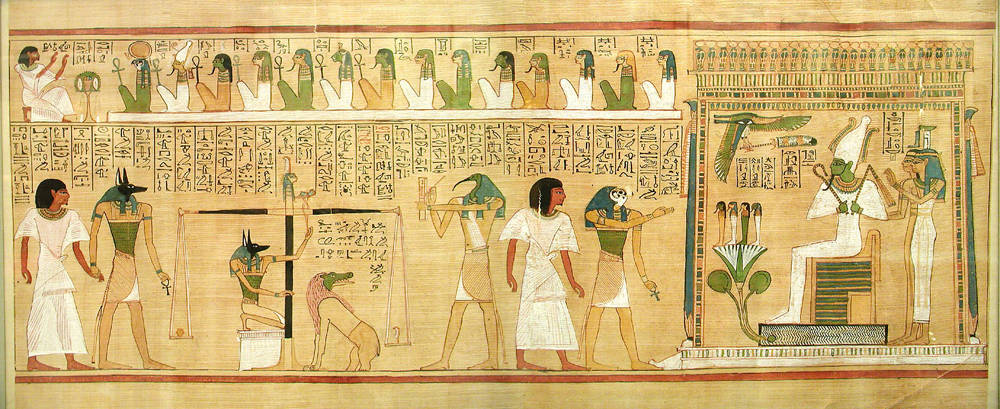
مخطوطة من كتاب الآخرة تعبّر عن مشهد الحساب، حيث يوزن فيه قلب الميت أمام الإلهة ماعت إلهة العدل في مقابل ريشة تمثّل أعمالة السيئة، فإن ثقُل قلبه سمح له بالعبور للآخرة.

كان أول ظهور للنقوش الحجرية الجنائزية خلال عصر الدولة القديمة، حيث وجدت في مقابر المصاطب والتي كانت تضم نقوش تحمل اسم المتوفى ووظائفه وصالح أعماله. ويعتقد أن القصائد الجنائزية كانت للحفاظ على روح الملك الميت، وتعد نصوص الأهرام هي أقدم النصوص الأدبية الدينية الباقية في صورة شعرية. لم تظهر هذه النصوص في المقابر أو الأهرامات الناشئة قبل عهد أوناس، الذي بنى هرم أوناس في سقارة. كانت الهدف من نصوص الأهرام هو حفظ ورعاية الروح الملكية في الآخرة. ظهر بعد ذلك في عصر الدولة الوسطى نوعًا آخر من النصوص الدينية وهي نصوص التوابيت ثم كتاب الموتى وصلاة رع وكتاب الآخرة، والتي كتبت على برديات منذ عصر الدولة الحديثة وحتى نهاية الحضارة المصرية القديمة.
نظمت القصائد أيضًا لتُلقى في الاحتفالات الملكية. على سبيل المثال، في معبد الكرنك نقشت أبيات شعرية على جدران المعبد تصف انتصارات تحتمس الثالث العسكرية، ومباركة الآلهة له مما ضمن له النصر على أعدائه. بالإضافة إلى هذه القصائد المنقوشة على الحجارة، فقد تم العثور على قصائد مكتوبة على لوحات خشبية والتي كان تلاميذ المدارس يستخدمونها. وبالإضافة إلى تمجيد الملوك، كتبت القصائد لمدح مختلف الآلهة وحتى نهر النيل.

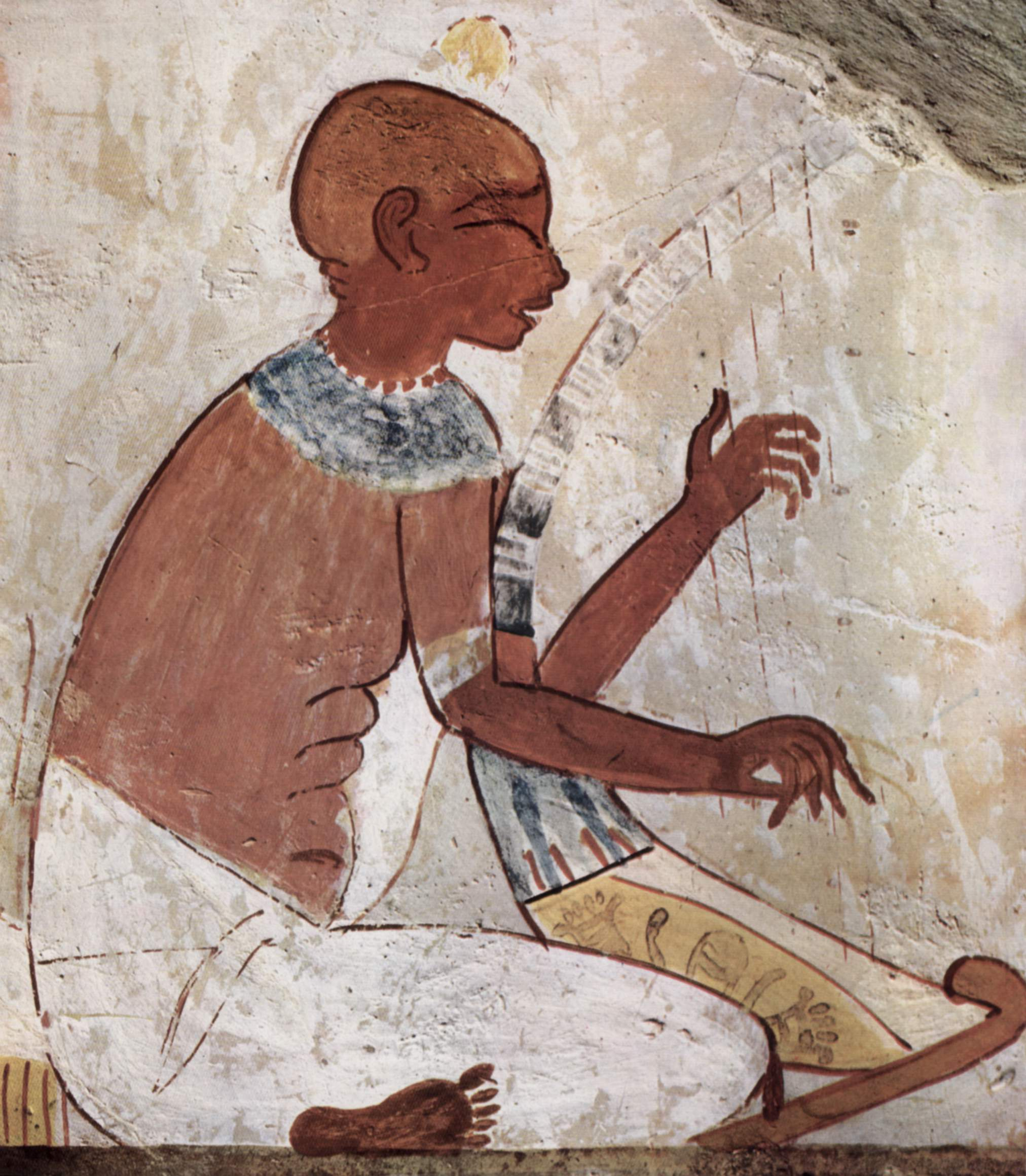
جدارية ملونة لأعمى يعزف على قيثار من عصر الأسرة الثامنة عشر.

لم يبق من تراتيل وأغاني عصر الدولة القديمة، إلا تراتيل تحية الآلهة في الصبح في معابدها الخاصة. وقد اكتشفت مجموعة من الأغاني المخصصة للملك سنوسرت الثالث في اللاهون. يعتقد عالم المصريات إيرمان أن هذه الأغاني كانت تستخدم لاستقبال الفرعون في منف. أما القصائد التي كانت تعزف على الهارب، فقد ظهرت في عصر الدولة الوسطى، وكانت تعزف أمام الضيوف على العشاء في المآدب الرسمية.
كتب إخناتون ترنيمة آتون العظمى التي تم العثور عليها في مقبرة آي في تل العمارنة إلى إلهه آتون خلال فترة حكمه، والتي قارن عالم المصريات سيمبسون بين طريقة صياغتها وتسلسل أفكارها وبين المزمور 104. لم تبق إلا ترنيمة شعرية واحدة فقط مكتوبة بالديموطيقية، بالرغم من وجود العديد من التراتيل الدينية المكتوبة بالهيروغليفية على جدران المعابد.
لم يعثر على نصوص لأغاني عاطفية قبل عصر الدولة الحديثة، إلا أن هذا لا يلغي احتمال وجودها في عصور سابقة لذلك. قارن إيرمان بين أغاني الحب المصرية القديمة، وسفر نشيد الأنشاد عند استبداله للفظي «أخي» و«أختي» اللذان كان يستخدمهما المتحابان للإشارة إلى بعضهما البعض.

### الرسائل

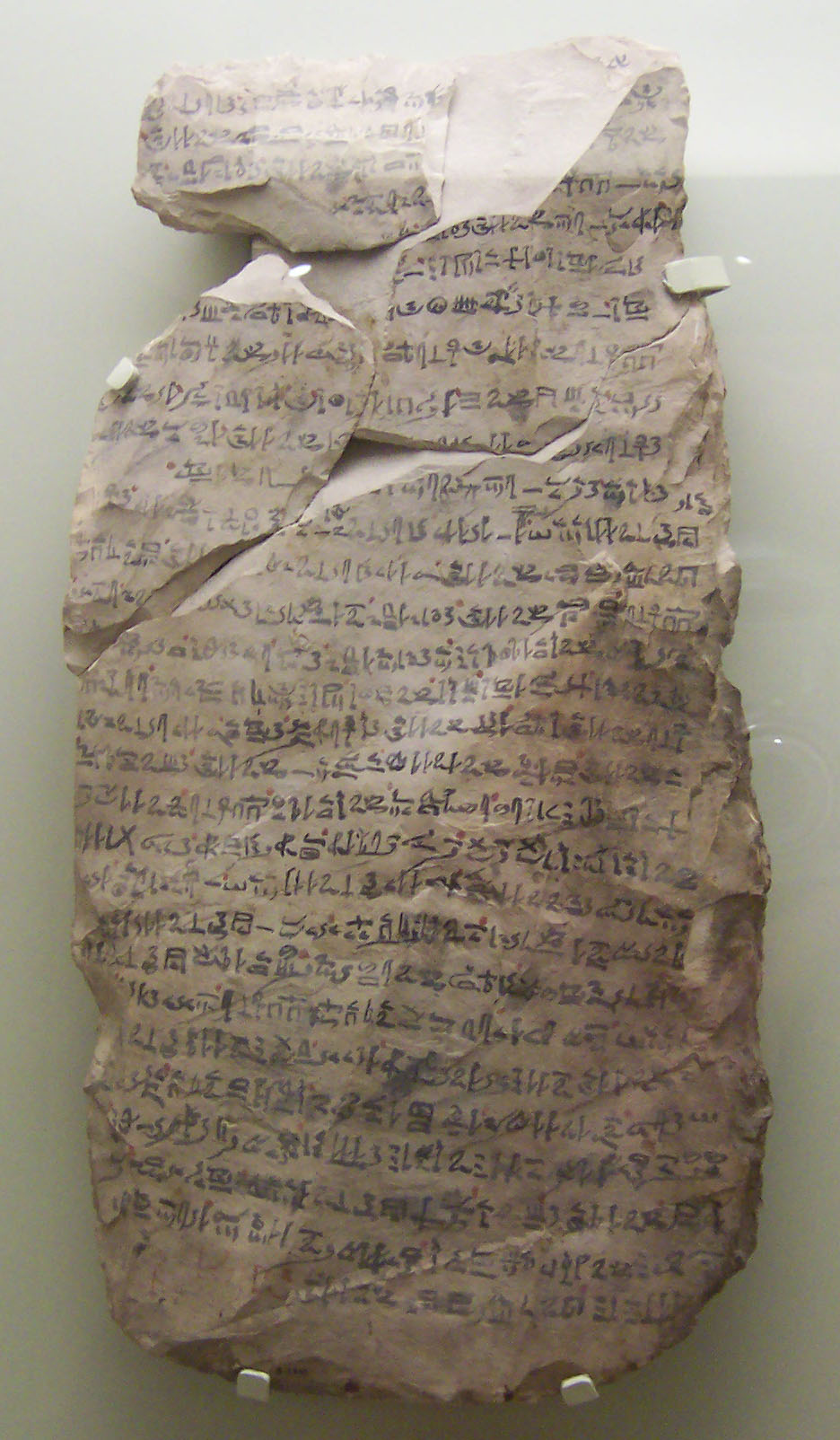
كتابات هيراطيقية على قطعة من الحجر الجيري لرسائل من الوزير "خاي" أحد وزراء رمسيس الثاني.

عادةً ما كانت الرسائل الرسمية المكتوبة على لفائف البردي والمرسلة لمسافات طويلة مختومة بخاتم طيني، أما الرسائل المنقوشة على الحجر فكانت تستخدم لكتابة الرسائل غير السرية القصيرة والمرسلة إلى أماكن قريبة. كما كانت الخطابات الملكية أو المراسلات الرسمية، تكتب في الأصل بالهيراطيقية، وفي بعض الأحيان كانت تنقش على الأحجار بالهيروغليفية.
فيما عثر على أقدم الرسائل الخاصة المعروفة والمكتوبة على ورق البردي في معبد جنائزي يعود إلى عهد الملك ديدكاري-إيزيزي من الأسرة الخامسة. وتعد بردية حيكاناخت، التي كتبها مزارع غني والتي ترجع لعصر الأسرة الحادية عشرة، أحد أطول الرسائل المكتوبة المعروفة في مصر القديمة. وفي حقبة الرعامسة، ظهرت نوعية أخرى من الرسائل وهي رسائل استعطاف الآلهة، والتي أصبحت منتشرة بشدة خلال فترتي مصر الفارسية والبطلمية.

### النقوش التذكارية
تعتقد كاثرين بارك أن أقدم «النقوش التذكارية» المصرية القديمة، ترجع إلى الألفية الثالثة قبل الميلاد، وأضافت أن هذه النقوش القديمة، كانت تحث الناس على الاحتفال وتخليد صاحب السيرة.
في البداية، منذ نهاية عصر الأسرة الثالثة، كانت تضاف القليل من تفاصيل السيرة الذاتية للمسؤول المتوفي إلى جانب ألقابه في النقوش التذكارية الجنائزية. ظل الأمر كذلك، حتى عصر الأسرة السادسة عندما أصبح يتم سرد قصة حياة المتوفي والوظائف الحكومية التي تولاها. توسعت النقوش التذكارية في المقابر في عصر الدولة الوسطى، لتتضمن معلومات عن عائلة الشخص المتوفى. كانت الغالبية العظمى من نصوص السير الذاتية للبيروقراطيين الإقطاعيين، ولكن خلال عصر الدولة الحديثة، أصبح بعضها مخصص لبعض ضباط وجنود الجيش. ركزت نصوص النقوش التذكارية في فترات نهاية التاريخ المصري القديم على التشديد على استجداء الآلهة لترحم المتوفي في حياته الآخرة. بالرغم من أن السير الذاتية القديمة في المقابر كانت تتفاخر بالحياة الناجحة للمتوفي، إلا أن السير الذاتية الأحدث أصبحت تتضمن المراثي لوفاة الميت السابقة لأوانها.

### السجلات وقوائم الملوك

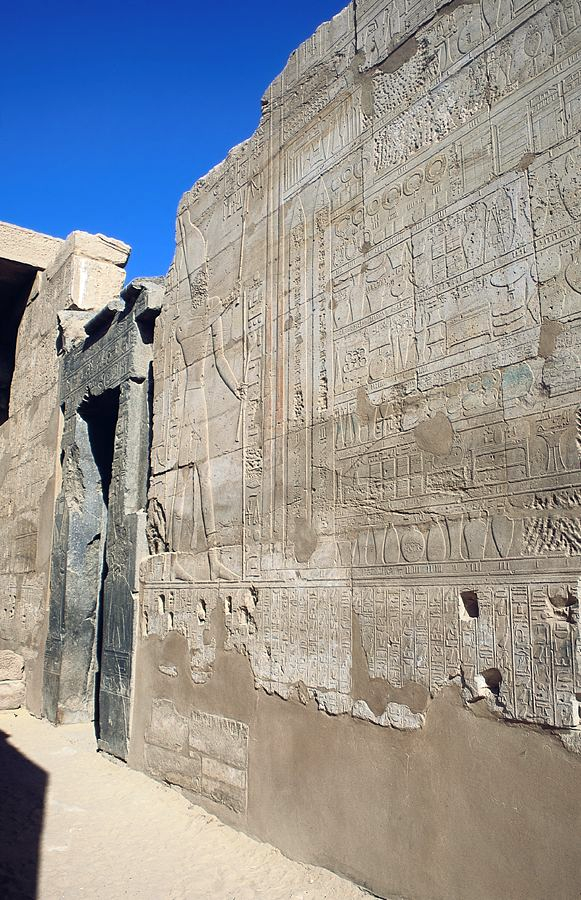
نقوش على جدران معبد الكرنك تذكر أعمال تحتمس الثالث.

يعتبر المؤرخون المعاصرون بعض نصوص السير الذاتية، بمثابة وثائق تاريخية هامة. على سبيل المثال، وفرت نصوص السير الذاتية للقادة العسكريين في المقابر التي بنيت في عهد تحتمس الثالث، الكثير من المعلومات حول حروب تحتمس الثالث في سوريا وفلسطين، إضافةً إلى سجلات تحتمس الثالث المنحوتة على جدران العديد من الآثار التي بنيت خلال فترة حكمه، مثل تلك التي في معبد الكرنك، والتي توفر أيضًا معلومات حول هذه الحملات. كما سردت سجلات رمسيس الثاني تفاصيل معركة قادش ضد الحثيين، والتي كتبت للمرة الأولى في الأدب المصري القديم في صورة شعر ملحمي، والذي اختلف عن كل ما سبقه من الشعر والذي كان متركزًا على الاحتفال والمديح والتعاليم.
مثال آخر، للفرعون النوبي بعنخي مؤسس الأسرة الخامسة والعشرون لوحة مكتوبة باللغة المصرية الوسطى تصف حملاته العسكرية الناجحة. من الوثائق الأخرى المفيدة للتعرف على التاريخ المصري القديم، قوائم الملوك التي سجلتها الأسرات المصرية القديمة مثل الأسرة الخامسة في حجر باليرمو، كانت هذه القوائم بمثابة الوثائق التي يستند إليها الفرعون عند مطالبته بالعرش.

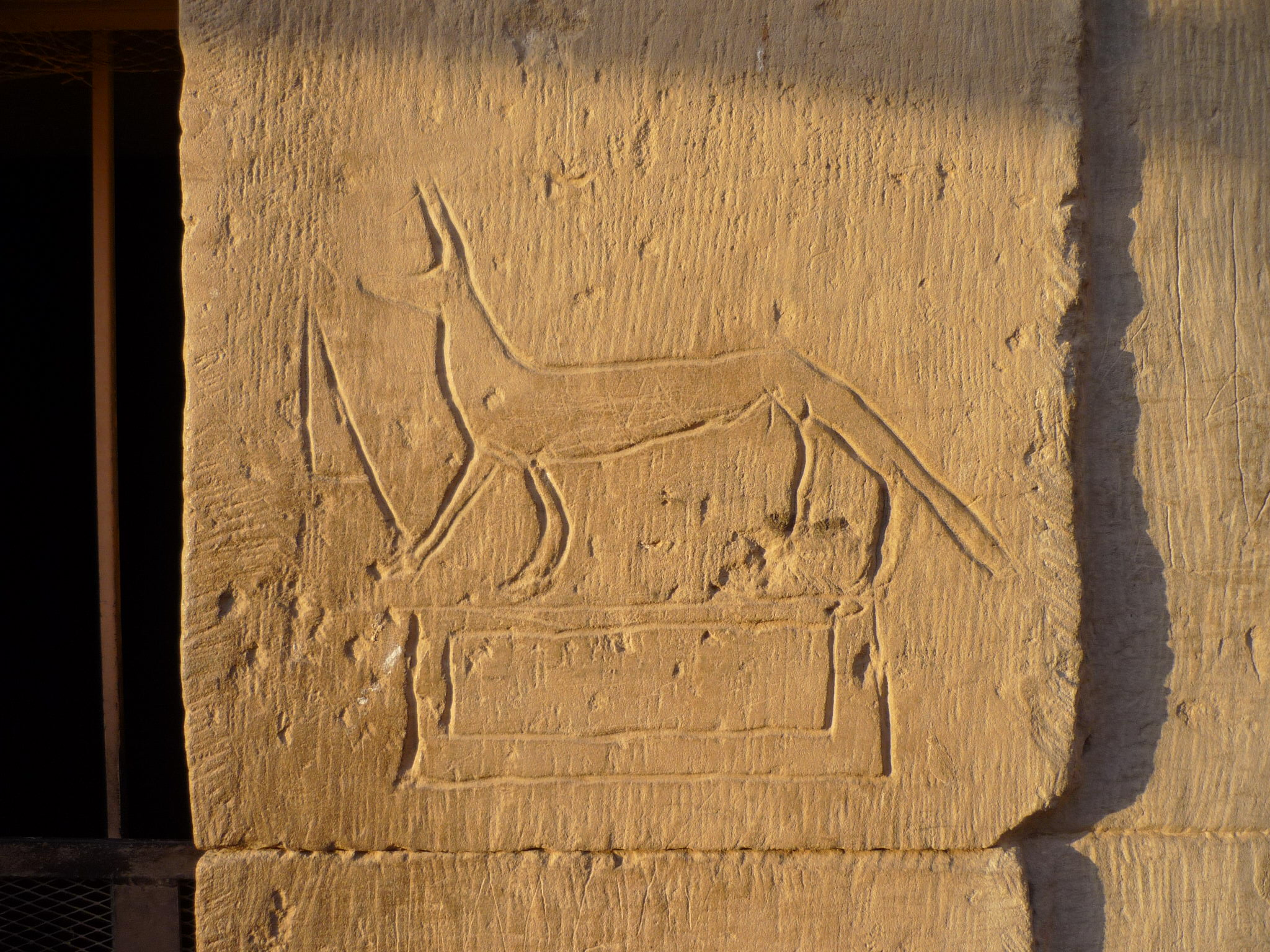
نقش لكلب على أحد جدران معبد كوم أمبو، الذي بني في عصر البطالمة.

كان المؤرخ المصري مانيتون أول من جمع تاريخ مصر القديمة كاملاً. عاش مانيتون في عصر بطليموس الثاني، واعتمد على تاريخ هيرودوت الذي كتبه اليوناني هيرودوت كمصدر رئيسي عند كتابته لتاريخ مصر باللغة اليونانية، وإن كان قد اعتمد أيضًا بشكل أساسي على قوائم الملك التي نقشتها الأسرات المصرية السابقة.

### النقوش على جدران المعابد والمقابر
خلال عصر الدولة الحديثة، غالبًا ما نقش الكتبة الذين سافروا إلى المواقع القديمة رسائل على جدران المعابد الجنائزية المقدسة والأهرامات، عادة كتذكار. يعتقد العلماء الحاليين، أن هؤلاء الكتبة لم يكونوا مجرد سائحين، ولكنهم كانوا يسافرون لتلك المعابد بغرض الحج. وهناك أدلة عثر عليها في مقبرة سنموت، تدل على أن ممارسة الكتابة على الجدران، كانت من المناهج التعليمية في مدارس الكتبة. وفي أحد النقوش الموجودة على جدران المعبد الجنائزي لتحتمس الثالث في الدير البحري، وجدت نصوص مقتبسة من أمثال بتاح حتب ضمن الصلوات المكتوبة على جدران المعبد. وعادةً ما كان الكتبة ينقشون نقوشهم في مجموعات منفصلة للتمييز بين الكتابات الخاصة بهم عن كتابات الآخرين.

## ترجمة وتفسير الأدب المصري القديم

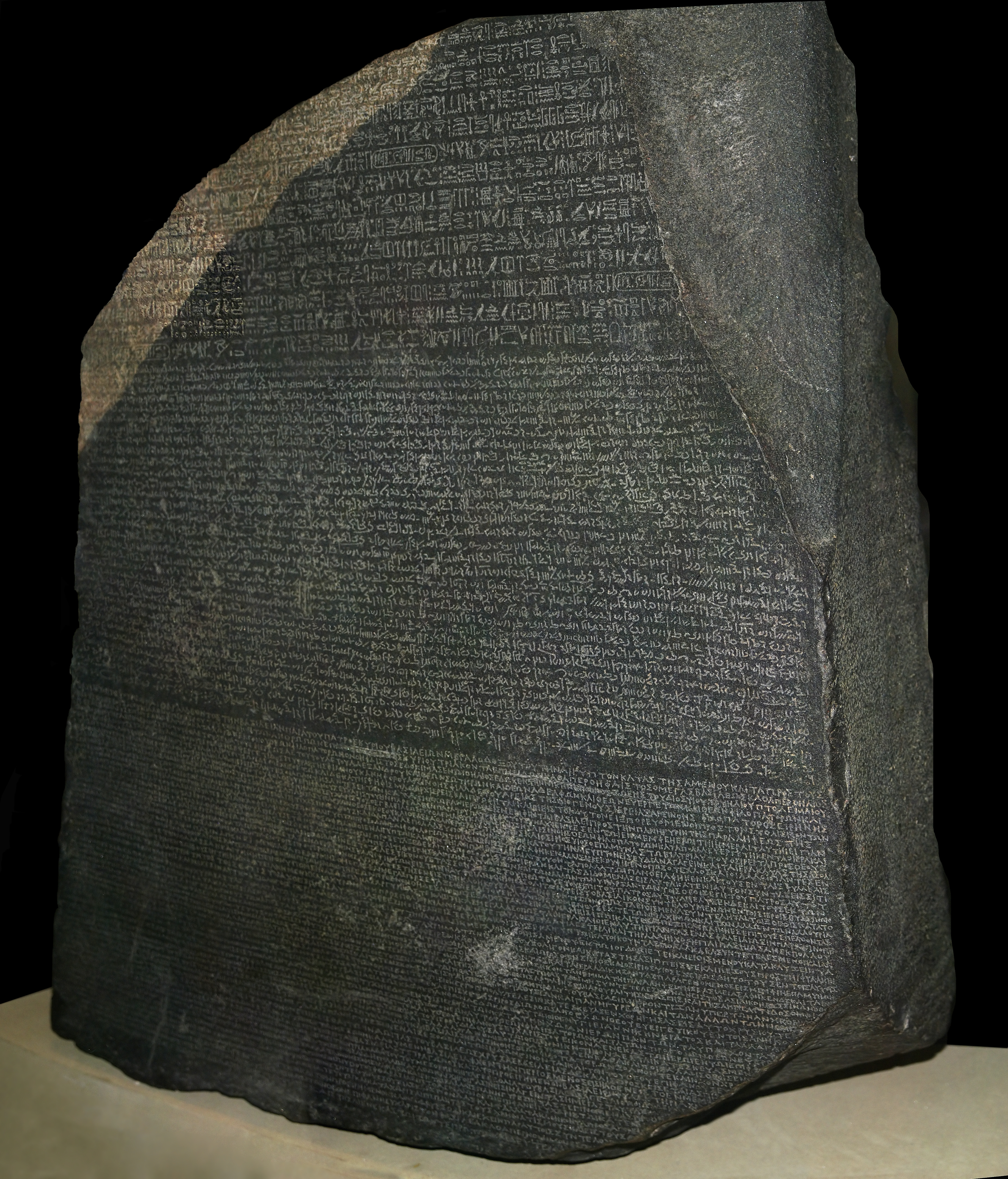
حجر رشيد أحد أعمال الأدب المصري القديم المكتوبة بالهيروغليفية والهيراطيقية والديموطيقية، والمحفوظة في المتحف البريطاني.

بعد أن تحول القبط إلى المسيحية في القرون الأولى للميلاد، أصبح لديهم أدبهم الخاص غير المرتبط بالأدب الفرعوني أو الهيليني. ومع ذلك، يعتقد العلماء بأن الأدب المصري القديم، المتوارث شفاهةً، كان لها أثره على الأدب اليوناني القديم والأدب العربي. يظهر ذلك من التشابه بين قصة سقوط يافا على أيدي المصريين، بعد أن اختبأ الجنود في السلال، وقصة سقوط طروادة على أيدي اليونانيين بعد أن اختبأوا في حصان طروادة، التي ذكرها هوميروس في الإلياذة. كما أنه يمكن الربط بين مغامرات السندباد البحري وحكاية الملاح التائه الفرعونية. وقد علّق بعض علماء العالم القديم على الأدب المصري القديم، فمثالاً، علق المؤرخ الروماني اليهودي يوسيفوس فلافيوس على نصوص مانيتون التاريخية.
يعد معبد فيله أكثر المواقع التي تحتوي على نقش هيروغليفية من مصر القديمة الآن، والتي ترجع إلى عام 394 م في عهد ثيودوسيوس الأول. في القرن الرابع الميلادي، قام اليوناني المصري «هورابولو» بعمل مسح لما يقرب من مائتي قطعة هيروغليفية مصرية، وقدم تفسيرًا لمعانيها. وعلى الرغم من محدودية فهمه لتلك النصوص، وعدم درايته باستخدامات الحروف الهيروغليفية، إلا أن هذا المسح ظل مفقودًا حتى عام 1415، عندما عثر عليها الإيطالي كريستوفورو بونديلمونتي في جزيرة أندروس.
كان أثانيسيوس كيرتشر أول أوروبي يدرك أن اللغة القبطية هي سليلة اللغات المصرية القديمة، وحاول استنتاج معاني الحروف الهيروغليفية على أساس ذلك. استمر الحال كذلك حتى عام 1799، عندما اكتشفت الحملة الفرنسية على مصر حجر رشيد، والذي استخدمه العلماء لفك رموز اللغات المصرية القديمة، عندما استطاع جان فرانسوا شامبليون ترجمة الكتابة الهيروغليفية في حجر رشيد عام 1822.
قبل عام 1970، كان هناك إجماع بين العلماء أن الأدب المصري القديم كغيره من الآداب، كان متأثرًا بالنظم الاجتماعية والسياسية القديمة، إلا أنه بعد هذا التاريخ شكك الكثير من العلماء في تلك النظرية. ففي الوقت الذي كان فيه العلماء قبل عام 1970، يعتمدون على الأعمال الأدبية المصرية القديمة كمصادر تاريخية تعكس بدقة ظروف هذا المجتمع القديم، إلا أن العلماء الآن يتعاملون مع تلك القاعدة بحذر.

## وصلات خارجية
- كتاب إلكتروني عن التاريخ القديم: مصر (من جامعة فوردهام، نيويورك).
- منشورات جامعة تكساس - مقتطفات من الأدب المصري القديم (2001) (المقدمة الكاملة، تأليف جون ل. فوستر).
- لغة مصر القديمة (تأليف عالم المصريات البلجيكي جاك كيناير).
- مشروع غوتنبيرغ عن آداب المصريين القدماء (إ. أ. واليس بادج).